# أم سعف جتكم (مسلسل)
أم سعف جتكم هو مسلسل كرتوني كويتي اجتماعي كوميدي بالنظام الثلاثي الأبعاد، عرض منه ثلاثة مواسم، الأول كان في شهر رمضان بالعام الميلادي 2008 على قناة الراي، بينما عرض الثاني بعام 2009، والثالث بعام 2010. يتطرق المسلسل من خلال شخصياته النسائية إلى الكثير من القضايا الاجتماعية والاقتصادية والأسرية بقالب كوميدي خفيف الظل، وقام بأداء الأصوات للشخصيات: طارق العلي وهيا الشعيبي وآخرون